# (23727) Akihasan
(23727) Akihasan est un astéroïde de la ceinture principale.

## Description
(23727) Akihasan est un astéroïde de la ceinture principale. Il fut découvert le 30 avril 1998 à Nanyo par Tomimaru Okuni. Il présente une orbite caractérisée par un demi-grand axe de 2,21 UA, une excentricité de 0,18 et une inclinaison de 4,3° par rapport à l'écliptique.

## Compléments